# Veun Kham
 (août 2019).
Veun Kham est un village du Laos situé à l'extrême sud de la province de Champassak dans le district de Khong, à la frontière avec le Cambodge. Il se situe au sud des chutes du Mékong sur la rive est du fleuve à l'extrémité sud du Si Phan Don.